# Gnjurci
Gnjurci (lat. Podicipediformes, Podicipedidae) su red i porodica ptica. Poznate su dvadeset dve vrste, od kojih su dve sigurno, a treća verojatno izumrle. U Evropi je svakako najpoznatija vrsta ovog reda i porodice ćubasti gnjurac.

## Osobine
Gnjurci su porodica ptica koje rone i potpuno su vezani uz vodu. Laici ih ponekad smatraju patkama, ali oni zapravo nisu međusobno slični. Osim razlika u vanjskom izgledu, gnjurci „leže” dublje u vodi, jer njihov kostur ima manji pneumatizujući efekt. Kosti gnjuraca nisu u jednakoj meri šuplje i ispunjene vazduhom kao kod mnogih drugih ptica. Snažne noge su smeštene daleko prema zadnjem kraju tela. One služe kao snažan pogon pri plivanju i ronjenju, ali i kao kormilo. Prsti im nisu, kao kod drugih vodenih ptica, povezani plivaćom kožicom, nego imaju rascepljene resaste kožne pločice. Tri prsta su okrenuta prema napred, a jedan prema nazad (anisodaktilija). Vrat im je srednje dugačak a glava umereno velika. Krila su im kratka, uska i šiljasta, a perje čvrsto priljubljeno. Kljun im je različitog oblika, kod nekih vrsta poput debelog šila ili kod drugih kao oštrica noža, jer je spljošten, ali uvek vrlo tvrd i oštrih rubova.
Kod zaranjanja, ptice se snažno izbace prema napred tako da im pri tome ponekad celo telo izađe iz vode pre nego što urone prvo glavom i vratom. Ovim „skokom” ptice ulaze u vodu pod vrlo kosim uglom i zaranjaju u veće dubine. Za vreme ronjenja, krila im ostaju priljubljena uz telo, a ne koriste ih, kao na primer pingvini, za kretanje pod vodom. Jedan uron najčešće traje između 10 i 40 sekundi, pri čemu manje vrste rone kraće od većih. Tipično za gnjurce je, da mogu da ostanu pod vodom i do jednog minuta, ali je izmereno i najduže vreme od tri minuta. Zaranjaju uglavnom na dubinu od jednog do 4 metra, mada su nađeni i gnjurci koji su se ulovili u ribarske mreže na dubini od 30 metara. Krećući se pod vodom vodoravno, mogu preroniti i velike udaljenosti.
Noge usađene daleko straga u telo su izvrsno prilagođene životu u vodi, ali su vrlo nespretne za kretanje po tlu. Po pravilu, vodu napuštaju samo radi odmora i zbog gnezda. Gnjurci imaju problema i kod uzletanja. Radi podizanja relativno teškog tela u vazduh, gnjurac dugo trči po vodi mašući krilima pre nego što uzleti. Zbog toga gnjurci, kad su u opasnosti, radije zarone i tako pobegnu, nego da pokušaju da odlete. Kad jednom uzlete, mogu prevaliti velike udaljenosti, pa su neke vrste selice, a tri vrste gnjuraca su izgubile sposobnost letenja. Sve tri vrste (Rollandia microptera, Podilymbus gigas i Podiceps taczabowskii) od kojih je jedna izumrla (Podiceps taczanowskii) žive, odnosno živele su, na jezerima južne Amerike. Te tri vrste nisu međusobno blisko srodne i imaju za letenje sposobne sestrinske vrste.
Meko, gusto perje im odbija vodu, a svi gnjurci imaju više od 20.000 pera. Tokom godine, dolazi do upadljive promene perja. Venčano ruho obeležavaju sjajne boje na vratu i glavi, a pored toga oblikuju se i čuperci na glavi. Obično ruho je najčešće sivo i smeđe. Ne postoji izraženi polni dimorfizam. Mužjaci imaju ponekad nešto sjajnije boje, a u proseku su malo krupniji od ženki.
Dužina tela im se kreće između 23 i 74 centimetra, a težina od 120 do 1500 grama. Postoje dva osnovna tipa: dugovrati gnjurci imaju duže, šiljaste kljunove i hrane se pre svega ribom, dok vrste koje se hrane insektima imaju kraće vratove i kljunove.

## Oglašavanje
Dozivanje gnjuraca se od vrste do vrste jako razlikuje. Neke vrste se oglašavaju sa do dvanaest različitih glasova i vrlo su glasne, dok se druge gotovo uopšte ne čuju. Različite vrste oglašavanja se koriste pre svega u vreme parenja, pri opasnosti ili za izražavanje agresivnosti.
Za mnoge vrste je specifično oglašenje u vreme parenja, kad žele da na sebe privuku pažnju drugog pola. Vrsta Aechmophorus occidentalis je čak razvila individualne razlike, svaka jedinka ima svoju, različitu dozivnu melodiju.

## Rasprostranjenost i stanište
Gnjurci žive na svim kontinentima osim Antarktika, ali samo jedna vrsta, ušati gnjurac, živi severno od severnog polarnog kruga. Gnjurci, za razliku od nekih drugih vrsta, nisu osvojili ta područja. Oni su rasprostranjeni i na udaljenim ostrvima, kao što su Madagaskar i Novi Zeland.
Sve vrste u vreme dizanja podmlatka žive na unutrašnjim vodama, pre svega na plitkim jezerima s peščanim dnom i onima gde nema strujanja vode, a vrlo retko i na sporo tekućim rekama. Dve vrste se ponekad gnezde i u mirnim morskim uvalama, ali i to je vrlo retko. U južnoj Americi su se neke vrste specijalizovale za visokogorska jezera u Andima, i legu se na visini do 4000 metara. Jedina vrsta koja je donekle hemerofilna, je ćubasti gnjurac.
Gnjurci koji žive u tropima i suptropima su uglavnom stanarice koje samo odlaze na susedna jezera. Vrste koje nastanjuju umerena područja su delimične ili prave selice. Izvan vremena parenja i podizanja podmlatka, često se mogu sresti u vrlo velikim grupama, od oko 20.000 ćubastih na Ejselmeru (Holandija) pa do oko 750.000 jedinki crnovratih gnjuraca na jezeru Mono u Kaliforniji.

## Način života
Gnjurci su uglavnom aktivni po danu, izuzeci mogu biti noći s vrlo snažnom mesečinom. Većina vrsta su samotnjaci, koji samo u vreme parenja i zajedničkog podizanja podmlatka tvore čvrste monogamne parove, ali neke vrste su u zimovalištima druželjubive.
Kako su na tlu vrlo teško pokretni i nespretni, gnezde se u neposrednoj blizini vode, a jaja s oko 3 do 6% težine odrasle ptice spadaju u manja. U jednoj sezoni mogu manje vrste imati tri, a veće jedno do dva legla. Mladunci se legu nakon 20 do 30 dana, a u ležanju na jajima kao i kasnijoj brizi o mladuncima učestvuju oba roditelja. Mladunci od prvog trenutka mogu samostalno da plivaju i rone, ali zbog male telesne mase brzo gube toplotu, pa ih zato jedan od roditelja gotovo neprekidno nosi na leđima, dok drugi roni i donosi im hranu. Taj roditelj na čijim su leđima mladunci, za to vreme obično ne roni.
Mladunci, zavisno od vrste, ostaju između 44 i 79 dana na roditeljskoj nezi. Među mladuncima od prvog dana vlada konkurentska borba za hranu, u koju se roditelji ne mešaju. Posledica je često uginuće slabijih mladunaca. Verojatnoća da mladunac preživi prvih 20 dana života je između 40 i 60%.

## Taksonomija, sistematika i evolucija

### Filogenija
Postojeći pripadnici reda Podicipediformes na bazi rada Džona Bojda.
|  |  |
|  |  |
|  |  |
|  |  |

|  |                                                       |
|  |                                                       |
|  | \| \| \| \| \| \| \| \| \| \| \| \| \| \| \| \| \| \| |
|  |                                                       |
|  |                                                       |
|  |                                                       |
|  |                                                       |
|  |                                                       |
|  |                                                       |
|  |                                                       |

|  |  |
|  |  |
|  |  |
|  |  |
|  |  |
|  |  |

|  |  |
|  |  |
|  |  |
|  |  |

|  |                                                       |
|  |                                                       |
|  | \| \| \| \| \| \| \| \| \| \| \| \| \| \| \| \| \| \| |
|  |                                                       |
|  |                                                       |
|  |                                                       |
|  |                                                       |
|  |                                                       |
|  |                                                       |
|  |                                                       |

|  |  |
|  |  |
|  |  |
|  |  |
|  |  |
|  |  |

### Taksonomija
Sastavljeno na bazi sledećih izvora: Oznake izumrlih vrsta slede Mikovu filogenijsku arhivu i Paleofile.com vebsajt, a imena podvrsta su preuzeta iz Engleskih imena ptica.
- Rod †
- Rod †
- Rod †
- Rod †
- Rod 
  - †Atitlanski gnjurac,  (izumro 1989)
  - Šarenokljuni gnjurac, 
    -  (antilski šareni gnjurac)
    -  (severni šareni gnjurac)
    -  (južni šareni gnjurac)
- Rod 
  - Mali gnjurac, 
    -  (evropski mali gnjurac)
    -  (indijski mali gnjurac)
    -  (irački mali gnjurac)
    -  (afrički mali gnjurac)
    -  (filipinski mali gnjurac)
    -  (mindanski mali gnjurac)

  - Trobojni gnjurac, 

  - Australijski gnjurac 
    -  (australijski mali gnjurac)

  - Madagaskarski gnjurac, 
  - †Alaotranski gnjurac,  (izumro 2010)
  - Južnoamerički gnjurac, 
    -  (meksičkin najmanji gnjurac)
    -  (bangsov gnjurac)
    -  (zapadno indijski gnjurac)
    -  (kratkokljuni gnjurac)
- Rod  (sedoglavi gnjurac)
  - Sedoglavi gnjurac, 
  - Novozelandski gnjurac,
- Rod 
  - Zapadni gnjurac, 

  - Klarkov gnjurac,
- Rod 
  - Veliki gnjurac,
- Rod 
  - Beloćubasti gnjurac, 
    -  (foklandski beloćubasti gnjurac)
    -  (čileanski beloćubasti gnjurac)
    -  (huninski beloćubasti gnjurac)

  - Titikaški gnjurac, 
  - Crvenovrati gnjurac, 
    -  (sivo obrazni gnjurac)
    -  (Holbolov gnjurac)

  - Veliko krestasti gnjurac, 
    -  (evroazijski sivokrestasti gnjurac)
    -  (afrički sivokrestasti gnjurac)
    -  (australazijski sivokrestasti gnjurac)

  - Rogati gnjurac ili slavonski gnjurac, 
    -  (evroazijski rogati gnjurac)

  - Crnovrati gnjurac ili ušati gnjurac, 
    -  (evroazijski crnovrati gnjurac)
    -  (afrički crnovrati gnjurac)

  - †Kolumbijski gnjurac,  (izumro 1977)
  - Srebrnasti gnjurac, 
    -  (severni srebnasti gnjurac)
    -  (južni srebrnasti gnjurac)

  - Huninski gnjurac, 
  - Čubasti gnjurac, 
  - Severnoamerički Ušasti gnjurac,

## Literatura
- Konter, André (2001): Grebes of our world: visiting all species on 5 continents. Lynx Edicions, Barcelona. .  978-84-87334-33-7.
- Ogilvie, Malcolm & Rose, Chris (2003): Grebes of the World. Bruce Coleman Books., Uxbridge, England. .  978-1-872842-03-5.
- Sibley, Charles Gald & Monroe, Burt L. Jr. (1990): Distribution and taxonomy of the birds of the world: A Study in Molecular Evolution. Yale University Press., New Haven, CT. .  978-0-300-04969-5.

## Spoljašnje veze
- „Grebe”. The New Student's Reference Work. 1914.